# Lochmaea huanggangana
Lochmaea huanggangana là một loài bọ cánh cứng trong họ Chrysomelidae. Loài này được Yang & Wang in Yang, Wang & Wu miêu tả khoa học năm 1998.